# Jules Even
Pas d'image ? Cliquez ici

a Compétitions nationales et continentales officielles uniquement.

Dernière mise à jour le 17 mars 2025.
Jules Even, né le 8 septembre 1998 à Bayonne (Pyrénées-Atlantiques), est un joueur français de rugby à XV jouant aux postes de centre, d'arrière ou de demi d'ouverture avec le Biarritz olympique.

## Biographie

### Jeunesse et formation
Jules Even commence sa formation en 2007 au sein du Stade montois. Il évoluera pour les équipes de jeunes montoises jusqu'en 2015. C'est l'année où il quitte les Landes pour rejoindre le centre de formation du Biarritz olympique. Il reste trois saisons dans le Pays basque avant de rejoindre la Charente et l'équipe de Soyaux Angoulême en 2018.

### Carrière professionnelle
Jules Even fait ses débuts avec l'équipe première de Soyaux Angoulême en octobre 2018 lors de la saison 2018-2019 de Pro D2 face au CA Brive. Il a progressé à son rythme durant ses trois saisons en Charente pour devenir lors de la saison 2020-2021, un joueur majeur de l'effectif charentais. En trois saisons en Charente, il a disputé 31 matchs et inscrit 1 essai.
En juin 2021, il s'engage pour une saison avec le Stade montois et marque ainsi un retour dans son premier club formateur. En cours de saison, il prolonge son contrat d'une saison supplémentaire jusqu'en juin 2023. Lors de la saison 2021-2022, il dispute 14 matchs et inscrit 1 essai. Il ne dispute pas le match de barrage d'accession en Top 14 perdu face à l'USA Perpignan. Durant la saison 2022-2023, il dispute 27 matchs de championnat (dont 23 en tant que titulaire) et inscrit 6 essais. Il est titulaire lors du barrage de Pro D2 face au SU Agen et lors de la défaite en demi-finale face au FC Grenoble rugby.
Son retour au Biarritz olympique est annoncé en mars 2025, pour un contrat de deux saisons.

## Palmarès
- Finaliste du championnat de France de Pro D2 en 2022 avec le Stade montois.